# Michael de Wurtemberg
Michael de Wurtemberg, duc de Wurtemberg, né le 1er décembre 1965 à Friedrichshafen (arrondissement du Lac de Constance, Bade-Wurtemberg, Allemagne de l'Ouest) est un membre de la maison de Wurtemberg et un chef d'entreprise allemand.

## Biographie

### Origines familiales
Michael de Wurtemberg, (en allemand : Michael Heinrich Albert Alexander Maria Herzog von Württemberg), né au château de Friedrichshafen, le 1er décembre 1965 est le quatrième fils et le cinquième des six enfants du duc Charles de Wurtemberg (1936-2022) et de la princesse Diane d'Orléans (1940),,. 
Il est baptisé quatre jours après sa naissance, au château de Friedrichshafen. Ses parrain et marraine sont l'archiduc Heinrich d'Autriche, (1925-2014), cousin issu de germains de son père, et son épouse Ludmilla von Galen (née en 1939),.
Ses parents descendent tous deux du roi des Français Louis-Philippe Ier (1773-1850). Par son père, Michael de Wurtemberg est un arrière petit-fils du duc Albert de Wurtemberg (1865-1939), dernier prince héritier de Wurtemberg, et de l'archiduchesse Marguerite de Habsbourg-Lorraine (1870-1902) ; par sa grand-mère paternelle, l'archiduchesse Rose-Marie de Habsbourg-Toscane, il est l'arrière petit-fils de l'archiduc Pierre-Ferdinand de Habsbourg-Toscane (1874-1948), grand-duc de Toscane, et de la princesse Marie-Christine de Bourbon-Siciles (1877-1947),.
Michael de Wurtemberg a cinq frères et sœurs : Frédéric (1961-2018), Mathilde (1962), Eberhard (1963), Philipp (1964) et Eleonore Fleur (1977).

### Formation et carrière

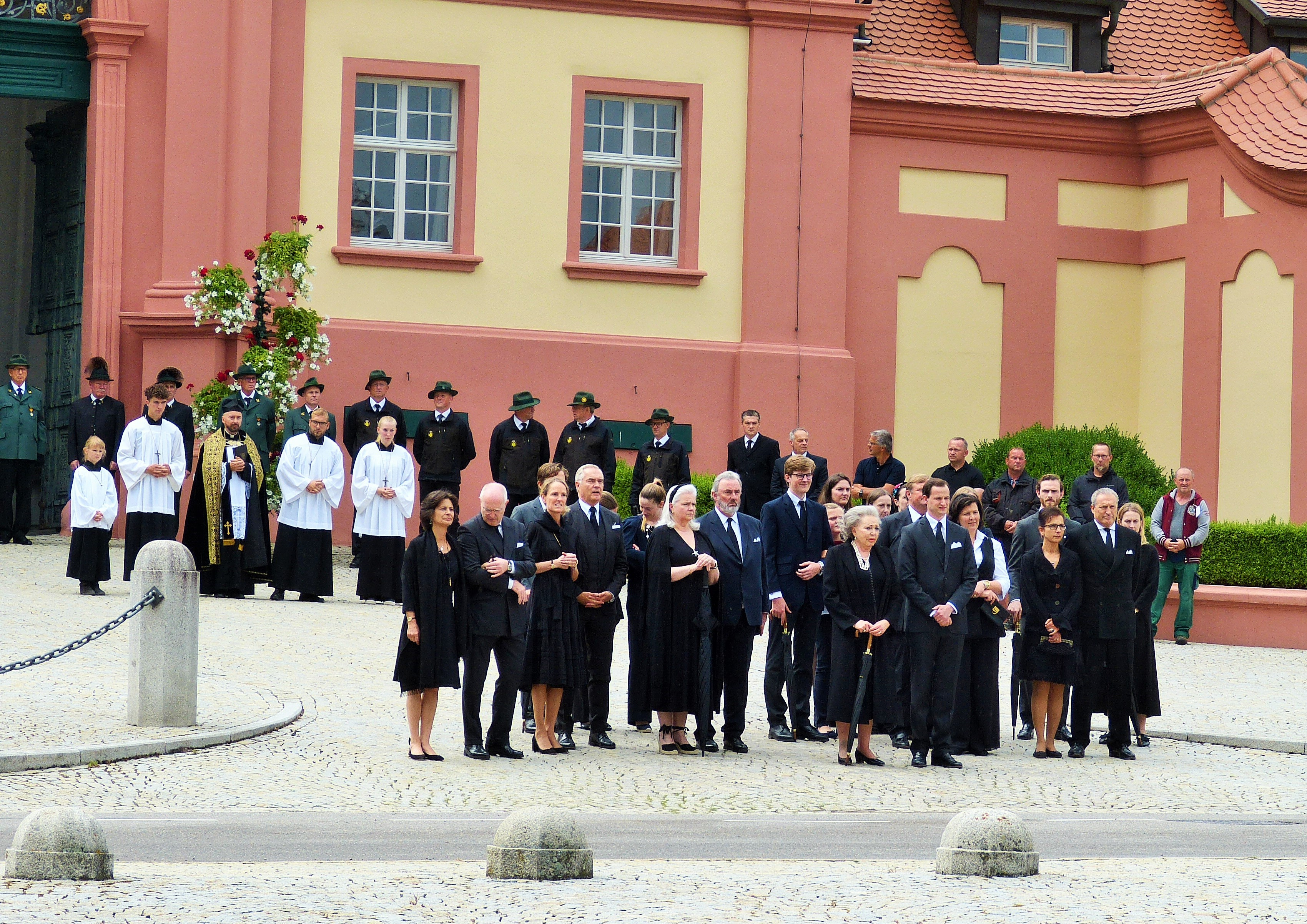
La famille du duc Michael de Wurtemberg (second à partir de la gauche) en deuil du duc Charles le 1 juillet 2022.

En 1975, lorsque le duc Charles devient chef de sa maison, sa famille quitte le château de Friedrichshafen pour s'installer au château d'Altshausen, résidence de la famille de Wurtemberg depuis 1805,,. Après avoir obtenu son abitur en 1987 et effectué son service militaire à Hambourg dans les blindés, Michael effectue des études à l'Université Eberhard Karl de Tübingen. Il y obtient un diplôme en agronomie et devient producteur de vin à Louisbourg au domaine Monrepos,. Dans la propriété familiale, il gère, en particulier, la commercialisation nationale et internationale de la production viticole.
Depuis janvier 2020, en raison des graves problèmes de santé de son père le duc Charles, c'est le duc Michael qui assure la gestion des affaires, dirige la chambre souveraine et représente la famille ducale lors des manifestations officielles. Ses fonctions ne modifient en rien l'ordre de succession à l'ancien trône de Wurtemberg. Lorsque le duc Charles meurt le 7 juin 2022, son successeur est son petit-fils le duc Wilhelm, neveu du duc Michael,.
Il collabore à la rédaction d'un livre en hommage à son père, intitulé « Sein Leben war ihm Verpflichtung » et recueillant des témoignages de proches du défunt duc en mai 2024.
En 2024, le duc Michael est toujours impliqué dans la gestion des avoirs de la famille de Wurtemberg.

### Mariage
Après des fiançailles conclues en août 2005, Michael de Wurtemberg épouse civilement au château d'Altshausen le 7 juillet 2006 et religieusement le lendemain à Friedrichshafen Julia Ricarda Storz, avocate, née à Munich, le 4 avril 1965, fille du Pr Hans-Ulrich Storz, économiste, et d'Ingrid Wizemann. Le couple n'a pas d'enfants.

## Ascendance
|  |                                           |  |  |  |  |  |  |  |  |  |  |  |  |
|  | 8. Albert de Wurtemberg                   |  |  |  |  |  |  |  |  |  |  |  |  |
|  |                                           |  |  |  |  |  |  |  |  |  |  |  |  |
|  |                                           |  |  |  |  |  |  |  |  |  |  |  |  |
|  | 4. Philippe Albert de Wurtemberg          |  |  |  |  |  |  |  |  |  |  |  |  |
|  |                                           |  |  |  |  |  |  |  |  |  |  |  |  |
|  |                                           |  |  |  |  |  |  |  |  |  |  |  |  |
|  | 9. Marguerite de Habsbourg-Lorraine       |  |  |  |  |  |  |  |  |  |  |  |  |
|  |                                           |  |  |  |  |  |  |  |  |  |  |  |  |
|  |                                           |  |  |  |  |  |  |  |  |  |  |  |  |
|  | 2. Charles de Wurtemberg                  |  |  |  |  |  |  |  |  |  |  |  |  |
|  |                                           |  |  |  |  |  |  |  |  |  |  |  |  |
|  |                                           |  |  |  |  |  |  |  |  |  |  |  |  |
|  | 10. Pierre-Ferdinand de Habsbourg-Toscane |  |  |  |  |  |  |  |  |  |  |  |  |
|  |                                           |  |  |  |  |  |  |  |  |  |  |  |  |
|  |                                           |  |  |  |  |  |  |  |  |  |  |  |  |
|  | 5. Rose-Marie de Habsbourg-Toscane        |  |  |  |  |  |  |  |  |  |  |  |  |
|  |                                           |  |  |  |  |  |  |  |  |  |  |  |  |
|  |                                           |  |  |  |  |  |  |  |  |  |  |  |  |
|  | 11. Marie-Christine de Bourbon-Siciles    |  |  |  |  |  |  |  |  |  |  |  |  |
|  |                                           |  |  |  |  |  |  |  |  |  |  |  |  |
|  |                                           |  |  |  |  |  |  |  |  |  |  |  |  |
|  | 1. Michael de Wurtemberg                  |  |  |  |  |  |  |  |  |  |  |  |  |
|  |                                           |  |  |  |  |  |  |  |  |  |  |  |  |
|  |                                           |  |  |  |  |  |  |  |  |  |  |  |  |
|  | 12. Jean d'Orléans                        |  |  |  |  |  |  |  |  |  |  |  |  |
|  |                                           |  |  |  |  |  |  |  |  |  |  |  |  |
|  |                                           |  |  |  |  |  |  |  |  |  |  |  |  |
|  | 6. Henri d'Orléans                        |  |  |  |  |  |  |  |  |  |  |  |  |
|  |                                           |  |  |  |  |  |  |  |  |  |  |  |  |
|  |                                           |  |  |  |  |  |  |  |  |  |  |  |  |
|  | 13. Isabelle d'Orléans                    |  |  |  |  |  |  |  |  |  |  |  |  |
|  |                                           |  |  |  |  |  |  |  |  |  |  |  |  |
|  |                                           |  |  |  |  |  |  |  |  |  |  |  |  |
|  | 3. Diane d'Orléans                        |  |  |  |  |  |  |  |  |  |  |  |  |
|  |                                           |  |  |  |  |  |  |  |  |  |  |  |  |
|  |                                           |  |  |  |  |  |  |  |  |  |  |  |  |
|  | 14. Pierre d'Orléans-Bragance             |  |  |  |  |  |  |  |  |  |  |  |  |
|  |                                           |  |  |  |  |  |  |  |  |  |  |  |  |
|  |                                           |  |  |  |  |  |  |  |  |  |  |  |  |
|  | 7. Isabelle d'Orléans-Bragance            |  |  |  |  |  |  |  |  |  |  |  |  |
|  |                                           |  |  |  |  |  |  |  |  |  |  |  |  |
|  |                                           |  |  |  |  |  |  |  |  |  |  |  |  |
|  | 15. Élisabeth Dobrzensky de Dobrzenicz    |  |  |  |  |  |  |  |  |  |  |  |  |
|  |                                           |  |  |  |  |  |  |  |  |  |  |  |  |
|  |                                           |  |  |  |  |  |  |  |  |  |  |  |  |